# Santiago Gallo
Santiago Gallo (San Miguel de Tucumán, 1851 - 1909) fue un industrial azucarero y político argentino. Entre 1884 y 1886 fue gobernador de la Provincia de Tucumán, Argentina.

## Biografía
Perteneciente a la oligarquía tucumana, se crio en San Miguel de Tucumán junto con su hermano Delfín Gallo.
A diferencia de su hermano, sus actividades estaban concentradas en la industria azucarera. Estaba a cargo de dos ingenios en Tucumán, Luján y El Colmenar, y uno en Santiago del Estero, el ingenio Contreras. 
Asumió como gobernador de Tucumán el 12 de octubre de 1884, como sucesor de Benjamín Paz. Al ser opositor de Miguel Juárez Celman, fue muy resistido en su cargo. Por esta razón, sus enemigos acudieron a la recién vigente Constitución de Tucumán , cuyo artículo 13 decía que el gobernador actual debía cumplir su período hasta el fin, pero que el sucesor ya debía amoldarse a la nueva constitución. Si se referían a Benjamín Paz, a quién faltaban pocos días para cesar su mandato cuando se sancionó la constitución, a Gallo le quedaban tres años de mandato. Si se refería a Gallo, le correspondían solamente dos años. La cuestión fue zanjada por el Colegio Electoral Permanente que dictaminó que el gobernador debería permanecer tres años. Sin embargo, la oposición solicitó al Congreso la intervención Federal.
El presidente Julio Argentino Roca respetó a los opositores tucumanos, pero le advirtió al diputado por esa provincia, Delfín Gallo, que no podía garantizar que ocurriera lo mismo después de su presidencia.
En junio de 1886, Juárez Celman fue consagrado presidente. De acuerdo a lo convenido con Roca, el 3 de septiembre, Gallo renunció a la gobernación y fue reemplazado por alguien más cercano al "juarismo" como era el industrial Juan Posse.